# Balada pro banditu (film)
Balada pro banditu je československý trampský filmový muzikál, natočený Vladimírem Sísem v roce 1978 podle stejnojmenné divadelní hry Milana Uhdeho na motivy Nikoly Šuhaje loupežníka Ivana Olbrachta. Ve filmu vystupují herci brněnského Divadla na provázku, v hlavní roli Nikoly Miroslav Donutil, v roli jeho milenky Eržiky Iva Bittová. Film je stylizovaným záznamem divadelního představení konaného v přírodě.
Román Ivana Olbrachta o proslulém loupežníkovi se v 70. letech dočkal muzikálové verze, úspěšně uváděné brněnským Divadlem na provázku. Nikdo tehdy netušil, že texty napsal tenkrát zakázaný Milan Uhde. Když se režisér Vladimír Sís ujal filmového zpracování, rozhodl se pro převzetí původní jevištní podoby, zasazené ovšem do rámce přírodního divadélka. Hudební doprovod realizovala kapela Zelenáči.

## Lokalizace natáčení
- Andělská Hora.[2]

## Písně
(album písní z roku 1996)

## Obsazení
| Miroslav Donutil   | Nikola Šuhaj    |
| Iva Bittová        | Eržika          |
| Blanka Rudová      | Morana          |
| František Derfler  | Otec Eržiky     |
| Martin Havelka     | Bratr Eržiky    |
| Petr Maláč         | Nikolův bratr   |
| Boleslav Polívka   | Mageri          |
| Jiří Pecha         | Velitel četníků |
| Pavel Zatloukal    | Derbak          |
| Vladimír Hauser    | Danko           |
| Daniel Dítě        | Uhrín           |
| Michaela Dudová    | Moranina dcera  |
| Alice Hásová       | Moranina dcera  |
| Franta Kocourek    | silák           |
| Rudy Kovanda       | hrobník         |
| Pavel Nový         | Kubeš           |
| Gustav Opočenský   | Vypravěč        |
| Evelyna Steimarová | Derbaková       |
| Břetislav Tetera   | četník          |